# Jonathan Scarfe
Jonathan J. Scarfe (Toronto, 16 december 1975) is een Canadees acteur, filmproducent en filmregisseur. 

## Biografie
Scarfe werd geboren in Toronto als zoon van de acteurs Alan Scarfe en Sara Botsford. 
Scarfe is vanaf 1998 getrouwd met actrice Suki Kaiser met wie hij twee kinderen heeft.

## Filmografie

### Films
Selectie:
- 2018 The Equalizer 2 - als Resnik
- 2007 The Poet – als Oscar Koenig
- 2002 Liberty Stands Still – als Bill Tollman
- 1998 Twilight – als politieagent

### Televisieseries
Uitgezonderd eenmalige gastrollen.
- 2016-2021 Van Helsing - als Axel Miller - 49 afl.
- 2020 The 100 - als Doucette - 4 afl.
- 2015 Detective McLean - als Matt McLean - 10 afl.
- 2014 Hell on Wheels - als Sydney Snow - 5 afl.
- 2012 Perception – als Roger Probert – 6 afl.
- 2008-2009 Raising the Bar – als Charlie Sagansky – 25 afl.
- 2006 Above and Beyond – als Bill Jacobson – miniserie
- 2005 Into the West – als generaal George Armstrong Custer – 2 afl.
- 2004 The L Word – als Matt – 2 afl.
- 1997-2001 ER – als Chase Carter – 8 afl.
- 1994-1995 Madison – als R.J. Winslow – 26 afl.
- 1994 RoboCop – als jongen uit Dogtown – 2 afl.
- 1993 Family Passions – als Rolf - ? afl.

### Filmproducent
- 2019-2021 Van Helsing - televisieserie - 26 afl.
- 2019 The I-Land - televisieserie - 7 afl.
- 2001 Speak - korte film

### Filmregisseur
- 2019-2021 Van Helsing - televisieserie - 11 afl.
- 2019 The I-Land - televisieserie - 4 afl.
- 2001 Speak - korte film

- Gemeinsame Normdatei: 102570293X
- International Standard Name Identifier: 0000 0003 6229 7340
- Library of Congress Control Number: no2005088440
- Nationale Bibliotheek van Tsjechië: xx0179004
- Nationale Bibliotheek van Polen: a0000001275841
- Virtual International Authority File: 225827741
- WorldCat: E39PBJqfG9YGTTRr9cRkCbqJDq